# Radical Dreamers - Nusumenai hōseki
Radical Dreamers - Nusumenai hōseki (ラジカル・ドリーマーズ -盗めない宝石-?, Rajikaru Dorīmāzu -Nusumenai Hōseki-, lett. "Radical Dreamers - Il gioiello impossibile da rubare"), o più semplicemente Radical Dreamers, è una visual novel giapponese prodotta dalla Square (oggi Square Enix) nel 1996 per l'add-on per Nintendo Super Famicom Satellaview.
Il gioco appartiene alla serie Chrono, ed è un gaiden di Chrono Trigger. Fu distribuito come complemento alla storia del suo predecessore, e servì come ispirazione per Chrono Cross.
Radical Dreamers e altri titoli Satellaview vennero inoltre pensati per essere distribuiti nel distretto Akihabara di Tokyo. A differenza di molti titoli per Stellaview, Radical Dreamers non fu ideato per essere bloccato dopo un certo numero di volte in cui si giocava, quindi i giocatori che ne sono in possesso, possono giocarci ancora oggi. A causa della rarità delle Memorie 8M in cui il gioco veniva scaricato tramite Stellaview, il gioco è uno dei più costosi nel mercato secondario, posizionandosi tredicesimo nella lista dei giochi più costosi in Akihabara stilata da Wired.
Square cercò anche di integrare nella versione Playstation di Chrono Trigger il gioco come Easter egg. Lo scrittore e regista Masato Kato bloccò entrambe le iniziative, non soddisfatto della qualità del suo lavoro. Sebbene il gioco non venne mai pubblicato all'estero, nel 2003 venne creata da alcuni fan una versione modificata della ROM per l'emulatore SNES, con una traduzione in inglese.
Il 9 febbraio 2022 è stata annunciata una remastered del gioco chiamata Chrono Cross: The Radical Dreamers Edition che include anche Chrono Cross, tradotta anche in italiano e uscita il 7 aprile 2022.

## Trama
In Radical Dreamers il giocatore veste i panni di Serge, un giovane musicista che tre anni prima incontrò la giovane sedicenne Kid nella remota città di Regiorra. Il ragazzo si lascia trasportare dall'avventura senza pensieri e parte con la ragazza, nota per essere una ladra professionista con una personalità chiassosa e da maschiaccio. Al gruppo si unisce ben presto l'enigmatico mago mascherato Magil, che parla raramente e sembra sapere sparire nelle ombre a piacere.
I tre si intrufolano nella misteriosa Viper Manor alla ricerca del mitico gioiello chiamato Fiamma Ghiacciata, capace di realizzare ogni desiderio. Il prezioso è infatti nelle mani del terribile e potente Lynx, che usurpò il potere e il possesso della villa dopo aver ucciso i Dragoni di Acacia.

## Modalità di gioco
Il gioco consiste in scenari a base di testo, ispirandosi alle vecchie avventure testuali e aggiungendo immagini che mostrano i luoghi o i personaggi che ci si troverà di fronte. Il giocatore guida le azioni del protagonista Serge, decidendo cosa rispondere, come agire durante i combattimenti, o per muoversi attraverso i corridoi e le stanze della villa. Alcune decisioni, specialmente durante i combattimenti, devono essere fatte in pochi secondi: l'esitazione porta a ferite o alla morte personaggio con conseguente fine del gioco.
Sono inoltre presenti due altri contatori invisibili. Il primo tiene traccia della salute di Serge: viene diminuito con le ferite riportate, aumentato trovando oggetti (come una pozione) e raggiunto lo zero il gioco termina. Il secondo misura quanto Kid si affezioni a Serge: un valore troppo basso determina un finale negativo del gioco..
Radical Dreamers ha effetti grafici ed animazioni minime; la maggior parte delle aree sono rese con fiochi sfondi fissi. Il gioco presenta però suoni e musica d'atmosfera. Come gli altri giochi della serie, dopo aver finito il gioco e aver ottenuto uno dei tre finali, è possibile rigiocarlo per accedere a numerosi altri finali, più o meno parodistici e con allusioni a Chrono Trigger.

## Finali
Oltre alla trama principale, sei altri finali sono accessibili dopo aver completato il gioco la prima volta. Essi includono variazioni sia umoristiche che serie della trama principale.
1. Il gioiello impossibile da rubare - È la trama principale della storia.
2. Magil: preso tra amore e avventura - Magil è in realtà un amico d'infanzia di Riddel e i due si sono promessi di sposarsi una volta cresciuti. Quando i s'incontrano comincia una discussione amorosa in cui interviene anche Noelle, la dama di compagnia di Riddel, con Magil che vuole portare con sé Riddel e la ragazza che è restia poiché già promessa in sposa ad un altro. Quando ormai Kid non ne può più, scatta l'allarme e i tre fuggono portandosi dietro Riddel. Raggiunto l'esterno, dalla villa vengono lanciati dei fuochi d'artificio per festeggiare la coppia e Lynx, il padre della ragazza, si commuove alla loro partenza.
3. Kid e il girasole - Nella foresta per raggiungere la villa, Kid s'infuria e picchia un girasole parlante dalle maniere cortesi, che per punirla la trasforma in un malefico mostro facendola fondere con sé stesso. Serge, aiutato da Magil, deve cercare di salvarla: le alternative sono dimostrarle il suo amore baciandola o colpirla con un pugnale incantato per recuperare la sua anima.
4. SuperXtreme Alphacosmos Police Case EX Ultra - Magil è in realtà un poliziotto spaziale alla ricerca di Lynx, una creatura aliena tentacolare. La chitarra rock di Magil lo costringe ad uscire dal nascondiglio, così che Serge possa colpirlo l'Armamento Coniglio Inferiore Celato della Lega della Foresta Marziana.
5. Ritorno a casa: la luce di Shea - Il gruppo trova immediatamente la Fiamma Ghiacciata, ma non riesce più a uscire della villa. Continuando a cercare una via di fuga, scopre che Lynx è già morto, ma che infesta ancora la casa impedendo al gruppo di uscirne. Kid viene così a sapere che Lynx e la sua ex tutrice Shea sono intrappolati in un sigillo magico come parte degli sforzi di lui per sfuggire alla "prigione" del suo spirito e tornare in vita. Shea istruisce altruisticamente Magil sul distruggere la Fiamma Ghiacciata per uccidere per sempre Lynx sacrificando sé stessa.
6. L'enigmatica Giga-arma: Paradise X - Serge trova uno strano cristallo abitato da un'entità chiamata Gange, che testa la sua forza in uno scontro gladiatorio illusorio contro Kid. In seguito il gruppo procede con la storia originale e, quando si trova a fronteggiare Lynx, Serge usa Paradise X per combattere mecha-Lynx.
7. Il reame delle ombre e la dea della morte - Kid accidentalmente evoca Lilith che uccide Lynx. La dea della morte cerca quindi di prendere la sua anima, ma Magil, in realtà un'entità come Lilith, interviene riportando entrambi nel reame delle ombre.

## Musiche
Le musiche di Radical Dreamers furono composte da Yasunori Mitsuda, autore anche di quelle di Chrono Trigger and Chrono Cross. Le tracce includono diversi suoni ambientali, come quello dell'acqua di una fontana che scorre o del vento.
Diversi temi e pattern musicali sono poi stati adattati per Chrono Cross su suggerimento del regista Masato Kato; molte appaiono identiche, eccetto per nuovi strumenti inclusi. Tra di esse vi sono: Gale, Frozen Flame, Viper Manor", Far Promise ~ Dream Shore" (come parte di On the Beach of Dreams ~ Another World"), The Dream that Time Dreams, The Girl who Stole the Stars, and Epilogue ~ Dream Shore (come parte di Jellyfish Sea).

## Sviluppo
Masato Kato scrisse Radical Dreamers dopo la pubblicazione di Chrono Trigger, sentendo che la storia non fosse veramente conclusa. Ultimò la storia principali e abbozzò i concetti per i finali alternativi, lasciandoli completare ai suoi collaboratori. Permise a Makoto Shimamoto di scrivere il segmento "Kid e il girasole", in seguito scherzando che "non ebbe alcuna colpa in quell'episodio", mentre Miwa Shoda si occupò di "Il reame delle ombre e la dea della morte". Kato rimarcò che i "sentimenti selvaggi" dello sviluppo frenetico di Chrono Trigger si manifesta nella "attitudine solitamente nichilistica" di Kid. Spiegò il suo approccio al progetto nel 1999:
La squadra di Kato completò Radical Dreamers in soli tre mesi sotto una scaletta di produzione precipitosa, incitandolo ad etichettare il gioco come "incompiuto" in un'intervista per la guida Ultimania di Chrono Cross. Egli si rammaricò che la scaletta ostacolò la qualità del suo lavoro e spiegò che le connessioni con Chrono Trigger furono evocate alla fine del progetto:

## Collegamenti con la serieChrono
Radical Dreamers precedette Chrono Cross, sequel di Chrono Trigger. Masato Kato parlò del desiderio di "rifare Radical Dreamers propriamente" come genesi del suo seguito, attribuendo l'atmosfera seria di quest'ultimo all'influenza del predecessore. Chrono Cross prende in prestito certi elementi tematici, personaggi, musiche ed oggetti introdotti in Radical Dreamers, tra cui l'infiltrazione nella Viper Manor, la Fiamma Ghiacciata, il nome Radical Dreamers per il ladrocinio di Kid e numerosi personaggi come Lynx, Riddel, il Generale Viper, la stessa Kid e Serge che divenne il silenzioso protagonista. Sebbene questi personaggi e oggetti non furono presenti nello stesso contesto, i loro tratti sopravvissero alla transizione. Magil, confermato da Kato nell'essere Magus di Chrono Trigger, compare anch'esso in Chrono Cross. 
L'idea legata alla sua storia fu però messa da parte a causa delle difficoltà nel rappresentare la sua storia tra i numerosi altri personaggi: l'enigmatico, e apparentemente slegato dalla storia mago Guile, fu creato al suo posto. Sin dall'uscita di Chrono Cross, Radical Dreamers è stato considerato una realtà alternativa della serie di Chrono. Chrono Cross si riferì a ciò suggerendo che Radical Dreamers prenda piede in un universo parallelo. 
Un nuovo gioco della serie non fu fatto a causa delle difficoltà nel riunire il team di sviluppo, alcuni dei quali lavorarono su Final Fantasy XI e Final Fantasy XIV, mentre altri lasciarono Square Enix dopo il completamento di Chrono Cross per formare Monolith Soft. Il compositore Yasunori Mitsuda sottolineò che "ci sono diverse politiche coinvolte" nella creazione di un nuovo gioco, e Masato Kato dovrebbe partecipare allo sviluppo.